# Apagamento lésbico

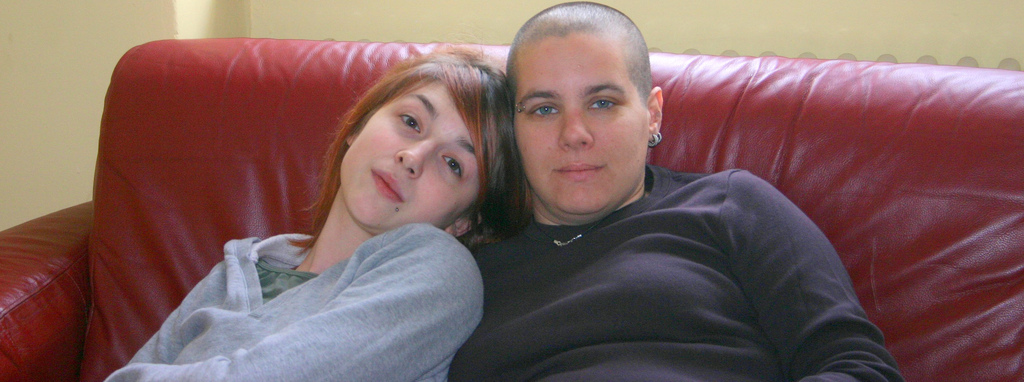
Casal de lésbicas sentadas no sofá

Apagamento lésbico é uma forma de lesbofobia que envolve a tendência de ignorar, remover, falsificar ou reexplicar evidências de mulheres lésbicas ou seus relacionamentos na história, na academia, na mídia e em outras fontes primárias. O apagamento lésbico também se refere a casos em que questões, ativismos e identidades lésbicas são subestimados ou ignorados em grupos feministas, ou na comunidade LGBTQ.

## Na publicidade
Os anunciantes normalmente não têm as lésbicas como público-alvo quando anunciam produtos para públicos LGBT.
Marcie Bianco, do Instituto Clayman de Pesquisa de Gênero da Universidade Stanford, afirmou que o apagamento lésbico ocorre na publicidade, como no caso do colapso da AfterEllen, que, segundo ela, resultou da falta de anunciantes.
Os anunciantes parecem ter dificuldade em ver lésbicas como separadas de homens gays ou como mulheres. O ex-editor-chefe da AfterEllen, Karman Kregloe, afirmou que os anunciantes não consideram lésbicas como mulheres. A escritora Trish Bendix observou que se presume que lésbicas gostam de qualquer coisa gay, mesmo que seja voltada para o público masculino.

## Na história
A jornalista e autora Victoria Brownworth escreveu que o apagamento da sexualidade lésbica dos registros históricos "é semelhante ao apagamento de toda sexualidade feminina autônoma: o desejo sexual das mulheres sempre foi visto, discutido e retratado dentro da construção e do alcance do olhar masculino". Às vezes, o apagamento de lésbicas acontece quando as organizações LGBT não reconhecem as contribuições das lésbicas para o movimento. Como quando, em 2018, uma declaração sobre os distúrbios de Stonewall pelo Centro Nacional dos Direitos Lésbicos dos EUA não reconheceu o envolvimento de Stormé DeLarverie na revolta.
Ao traduzir fontes antigas, os tradutores às vezes eliminam o lesbianismo. Em um antigo feitiço de amor para Nike, dois pronomes revelam que a comissária era mulher. O tradutor presumiu que ambos os pronomes femininos eram erros de escrita e tornou o feitiço heterossexual, substituindo-o por pronomes masculinos em sua tradução de 1910. A primeira edição a restaurar a leitura homossexual foi publicada em 1989, embora os pronomes masculinos permaneçam em algumas traduções publicadas após 1989.
Muitas lésbicas participaram da Revolta da Páscoa de 1916 contra o domínio britânico da Irlanda, incluindo Kathleen Lynn, Madeleine ffrench-Mullen, Margaret Skinnider, Elizabeth O'Farrell e Julia Grenan. Suas contribuições e sexualidades foram por muito tempo ignoradas ou esquecidas. Mary McAuliffe, do University College Dublin, observou que, durante anos, os biógrafos foram "resistentes" à ideia de descrever Lynn e ffrench-Mullen como um casal, apesar das evidências de que esse era o caso.
Nos Estados Unidos, Kathy Kozachenko se tornou a primeira candidata política abertamente lésbica a vencer uma eleição, em 1974. No entanto, essa conquista na história LGBT foi incorretamente atribuída ao político de São Francisco Harvey Milk.
Em 1976, Monique Wittig, uma feminista lésbica francesa e cofundadora do Mouvement de libération des femmes (MLF), deixou a França para os Estados Unidos. Esta decisão foi motivada pela forte resistência que enfrentou de outras feministas quando tentou criar grupos lésbicos dentro do MLF. Na época, a palavra "lésbica" era considerada uma importação americana "não-francesa", e Wittig lembrou-se de outros membros do MLF que buscavam "paralisar e destruir grupos lésbicos".
Janine E. Carlse, da Universidade Stellenbosch, argumenta que lésbicas negras sul-africanas enfrentaram, e continuam a enfrentar, o apagamento de sua sexualidade. Durante a era do Apartheid, lésbicas negras enfrentaram uma "dupla opressão", tanto do heteropatriarcado quanto das políticas de segregação racistas. Nos tempos pós-Apartheid, elas continuam a enfrentar o apagamento de outros sul-africanos que afirmam que o lesbianismo é "anti-africano". Às lésbicas negras é (nas palavras de Thabo Msibi) "negado o reconhecimento cultural" — e elas também são "sujeitas a humilhação, assédio, discriminação e violência".

## Na literatura
Alguns historiadores contemporâneos acreditam que a poetisa americana Emily Dickinson teve um relacionamento íntimo com sua cunhada, Susan Gilbert, levando alguns acadêmicos a afirmar que ela era lésbica. As especialistas em Dickinson, Ellen Louise Hart e Martha Nell Smith, escreveram que Gilbert era uma musa para Dickinson, afirmando que "a correspondência de Emily com Susan reconhece inequivocamente que sua comunhão emocional, espiritual e física é vital para sua percepção e sensibilidade criativas". No entanto, o Museu Emily Dickinson é ambíguo ao discutir a sexualidade de Dickinson.

## Na música
A autora e estudiosa da história das mulheres Bonnie J. Morris escreveu que muitas cantoras e musicistas lésbicas são apagadas da música e de sua história. Como exemplo, ela observa que suas alunas universitárias desconhecem a próspera cena musical lésbica que existia há várias décadas.

## Na mídia popular
"E elas eram colegas de quarto" é uma frase usada como meme na Internet sobre relacionamentos históricos entre mulheres que foram transformados em heterossexuais. A frase foi popularizada na rede social Vine.

## Na televisão
Personagens lésbicas na televisão americana dos anos 1990 eram frequentemente retratadas como personagens secundárias com pouca ou nenhuma informação definitiva sobre se eram lésbicas ou não. Se um episódio retratasse duas mulheres se beijando ou alguma forma de interação homorromântica entre personagens femininas, haveria um aviso aos pais para aquele episódio específico. Isso aconteceu na série Roseanne, onde algumas empresas de publicidade solicitaram que seus comerciais fossem excluídos do episódio "Don't Ask, Don't Tell". Houve também a questão de Ellen DeGeneres se assumindo em seu programa Ellen por meio de sua personagem Morgan em "The Puppy Episode", que recebeu considerável resistência e reação negativa por causa de visões heteronormativas e da cultura heterocêntrica da televisão.

## Em bolsas de estudos
Embora o cânone acadêmico tradicional tenha reconhecido as contribuições dos homens gays, as das lésbicas não receberam o mesmo escrutínio. A teórica política Anna Marie Smith afirmou que o lesbianismo foi apagado do "discurso oficial" na Grã-Bretanha porque as lésbicas são vistas como "homossexuais responsáveis" em uma dicotomia entre isso e "homossexualidade perigosa". Como resultado, as práticas sexuais lésbicas não foram criminalizadas na Grã-Bretanha de maneira semelhante à criminalização das atividades sexuais de homens gays. Smith também aponta para a exclusão de mulheres da pesquisa sobre AIDS nos Centros de Controle e Prevenção de Doenças; argumenta que esses apagamentos resultam do sexismo e sugere que essas questões devem ser abordadas diretamente pelo ativismo lésbico.

## Identificação lésbica
Algumas ativistas lésbicas, como Bonnie J. Morris, Robin Tyler, e Ashley Obinwanne dizem que a dependência do termo genérico neutro em termos de gênero queer é uma "desidentificação" que contribui para a invisibilidade lésbica. Alguns escritores notaram que o termo "lésbica" é usado como uma palavra mais suja e insultosa do que "queer" ou "gay", apontando em parte para estereótipos negativos de lésbicas e em parte para a fetichização pornográfica da palavra. Outros escritores argumentam que a diminuição do uso do termo "lésbica" se deve a um aumento na identificação trans e no desejo por termos neutros em termos de gênero e inclusivos.
Em uma entrevista sobre seu romance de 2016, Beyond the Screen Door, a autora Julia Diana Robertson descobriu que sua autoidentificação como lésbica e sua descrição do gênero do romance foram alteradas para queer e queerness nas citações publicadas.

## Em relação às pessoas transgênero

### Lésbicas masculinizadas e homens transgêneros
Em The Stranger, Katie Herzog afirma que algumas lésbicas mais jovens relatam ter se sentido pressionadas a fazer a transição e depois destransicionaram, com algumas pessoas usando histórias de destransição para enquadrar a transição de gênero como um contágio social e uma tentativa de apagar mulheres masculinizadas. Em 2017, Ruth Hunt, uma lésbica masculinizada e então CEO da instituição de caridade LGBT Stonewall, escreveu que grupos transfóbicos apresentam o avanço dos direitos trans como apagamento das identidades de lésbicas masculinizada mais jovens, mas argumenta que essa afirmação não tem fundamento. Escrevendo para The Economist, o autor trans Charlie Kiss argumentou que o estereótipo de homens trans como "lésbicas em negação" é "humilhante e errado"; ele disse que "não poderia ter se esforçado mais ou por mais tempo para ser uma "verdadeira lésbica", mas que isso nunca pareceu o certo para ele.

### Em relação às mulheres transgênero
A discórdia entre lésbicas cisgênero e mulheres transgênero é dividida entre aquelas que acreditam e aquelas que não acreditam que mulheres trans podem ser lésbicas sem apagar o que significa ser lésbica. Gina Davidson do The Scotsman resumiu o conflito perguntando se o lesbianismo é a atração por "corpos femininos" ou por "identidades femininas".
Disputas em torno da inclusão de grupos exclusivamente lésbicos em eventos LGBT ocorreram em vários países. Na Nova Zelândia, o grupo Lesbian Rights Alliance Aotearoa foi proibido de realizar uma marcha do Orgulho porque "'não estava sendo inclusivo o suficiente com pessoas trans". No Canadá, a Dyke March disse ao The Lesbians Collective para excluir certos símbolos como "XX", que os organizadores da marcha disseram que eram excludentes de mulheres trans. No Reino Unido, o grupo Get the L Out recebeu uma reação negativa de um protesto em uma Marcha do Orgulho LGBT.
Algumas lésbicas relatam experiências de pressão cultural, verbal, social e/ou física, para namorar ou fazer sexo com mulheres trans. Carrie Lyell, editora da DIVA, referiu-se ao argumento de que as mulheres trans estão pressionando as lésbicas para "aceitá-las como parceiras sexuais" como "alarmismo", mesmo que outras pessoas tenham argumentado ser transfobia a substituição de mulheres trans do seu grupo de encontros por lésbicas.